# Concilie van Efeze (431)
Het eerste Concilie van Efeze (tevens het derde oecumenisch concilie) werd bijeengeroepen in 431 door keizer Theodosius II op verzoek van Nestorius, de patriarch van Constantinopel, tijdens het pontificaat van paus Celestinus I.

## Onderwerp van het Concilie
De bevestiging dat Christus in slechts één Persoon volkomen God en volkomen mens is; er werd verklaard dat er in Christus geen twee personen naast elkaar stonden. De godheid en de mensheid zijn in één persoon verenigd: de persoon van het Woord, Zoon van God. Daarom komt de Heilige Maagd Maria de titel Moeder Gods toe; zij is de Moeder van Jezus de God-Mens (Theotokos) en niet de Moeder van de mens alleen.

## Achtergronden
Nestorius leerde - conform de Antiocheense opvattingen - dat Maria niet Theotokos (moeder van God) was, maar de moeder van de menselijke Jezus Christotokos. Hij benadrukte de scheiding tussen Jezus' goddelijke en menselijke kenmerken, zodat er sprake was van twee personen in de Christus.
Zijn houding lokte het protest uit van Cyrillus, de bisschop van Alexandrië, die van mening was dat Nestorius Jezus in tweeën splitste door een onderscheid te maken tussen zijn twee naturen. Cyrillus  was van mening dat de menselijke en goddelijke natuur van Jezus, samen kwamen als een. Cyrillus volgde hiermee de Alexandrijnse School.
De kwestie werd in 430 voorgelegd aan paus Celestinus I. Tijdens een synode in Rome werd Nestorius gevraagd zijn stellingen op te geven. Nestorius was echter overtuigd van zijn gelijk en vroeg de keizer een algemeen concilie bijeen te roepen. Dit gebeurde tegen Pinksteren van 431 te Efeze, een plaats waar juist Maria bijzonder vereerd werd in de nasleep van de daar gevestigde cultus rond de tempel van Artemis in Efeze.
Tijdens dit concilie werd de Kerk van Maria gebouwd in Efeze.

## Verloop

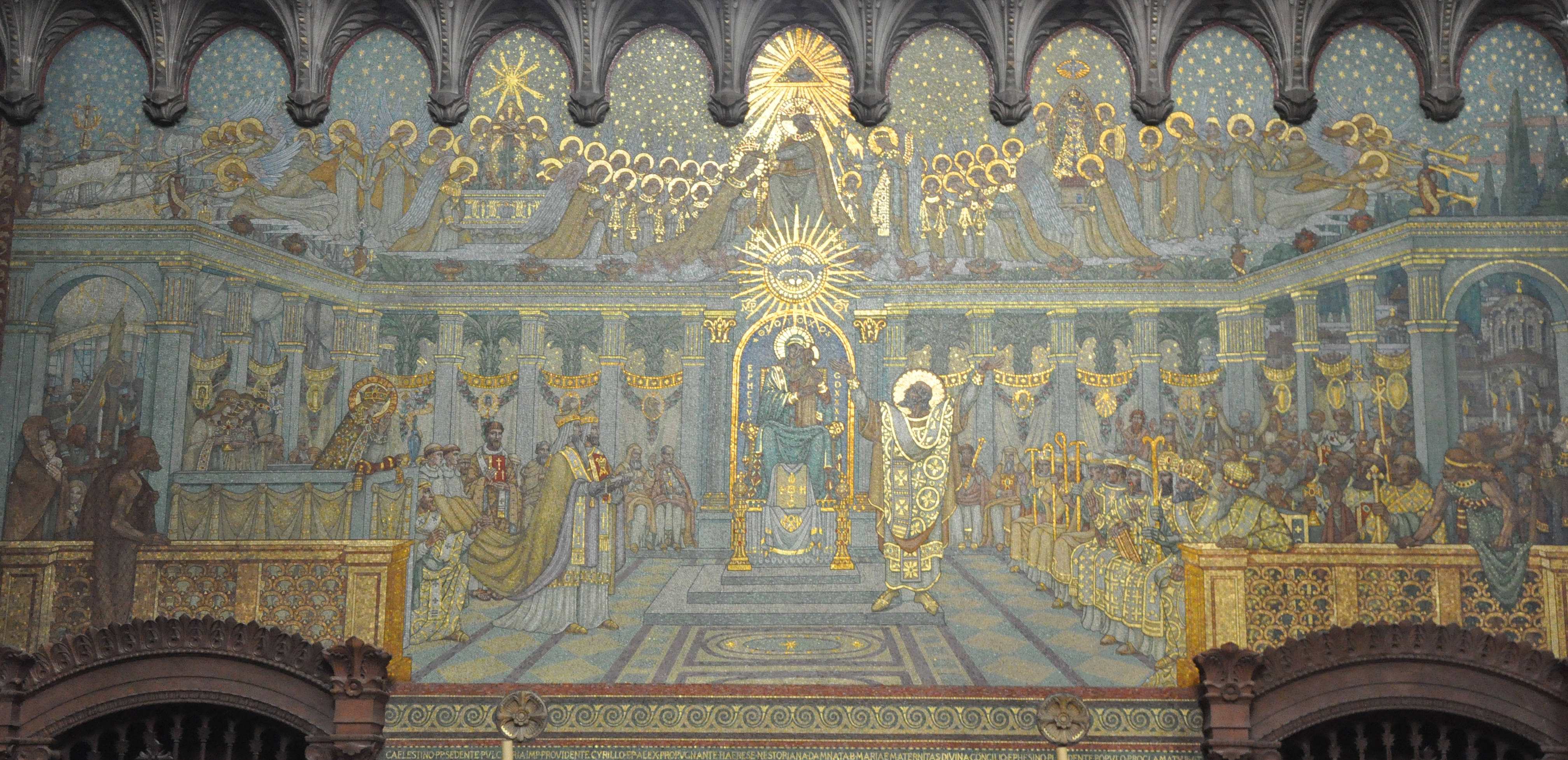
Afbeelding van het concilie in de Notre-Dame de Fourvière in Lyon

De 155 aanwezige bisschoppen en andere deelnemers waren bijna allemaal oosters. Afrika had op dat moment zeer te lijden onder de Vandalen, Augustinus was kort tevoren overleden, en uit Gallië en Italië waren geen bisschoppen gekomen. Op bevel van de paus was ook Nestorius toegelaten tot het concilie.
Omdat de reis van sommige deelnemers moeilijk was, wachtte men in eerste instantie - o.a. op aandringen van Nestorius - met de opening van de zittingen. De eerste zitting vond op initiatief van Cyrillus plaats op 22 juni 431, ondanks een protestnota van Nestorius met tientallen handtekeningen, omdat patriarch Johannes van Antiochië en de Syrische bisschoppen nog niet waren gearriveerd (en evenmin de pauselijke legaten). De leer van Cyrillus van Alexandrië werd goedgekeurd, Nestorius veroordeeld en afgezet. De uitspraken van het concilie van Efeze waren dat in Christus de eenheid van twee naturen voorkomt, menselijk en goddelijk. Maria werd gedefinieerd als de moeder Gods.
De verlate komst van Johannes van Antiochië en de Syrische bisschoppen op 26 juni leidde daarna nog tot opkomend verzet onder de nestorianen, die korte tijd de keizer voor zich wisten te winnen en Cyrillus en de zijnen wisten te isoleren. Zij organiseerden een eigen concilie en excommuniceerden op hun beurt Cyrillus van Alexandrië. In juli kwamen ook de afgevaardigden van de paus aan. Zij zetten uiteindelijk hun handtekening onder de veroordeling van Nestorius en gaven blijk het besluit van 22 juni te willen respecteren. Zo werd ten slotte de afzetting van Nestorius algemeen erkend en een nieuwe patriarch van Constantinopel aangesteld. In 433 werden Cyrillus en Johannes door bemiddeling van o.a. de paus en de keizer met elkaar verzoend.